# Rüdiger Safranski
Rüdiger Safranski (1 de enero de 1945, Rottweil, Baden-Württemberg) es un filósofo y escritor alemán. 

## Vida
Safranski estudió, a partir de 1965, filosofía, germanística, historia e historia del arte en la Universidad de  Fráncfort del Meno, bajo la dirección de Theodor Adorno, y en la Universidad Libre de Berlín. En esta última trabajó como asistente de investigación, en la Facultad de Germanística, entre 1972 y 1977, y mientras tanto, en 1976, obtuvo su doctorado con la tesis "Estudios sobre el desarrollo de la literatura obrera en la República Federal Alemana" ("Studien zur Entwicklung der Arbeiterliteratur in der Bundesrepublik"). Fue coeditor y redactor de los Cuadernos de Berlín (Berliner Hefte). 
De 1977 a 1982, Safranski se dedicó a la educación de adultos y se estableció en Berlín en 1987 como escritor independiente. Se hizo conocido principalmente por sus trabajos sobre Friedrich Schiller, E. T. A. Hoffmann, Schopenhauer, Nietzsche, Rousseau o Heidegger. Desde entonces vive en Berlín y Múnich.
Desde 1994 es miembro de la sección alemana del Club PEN y en 2001 fue elegido para ocupar un sitio en la Academia Alemana de Lengua y Poesía, en Darmstadt. Desde 2002 moderó, junto con Peter Sloterdijk el programa televisivo Das Philosophische Quartett (El cuarteto filosófico) transmitido por la cadena ZDF, durante 10 años.

## Obra
La conciencia hace que el hombre se precipite en el tiempo: en un pasado opresivo; en un presente huidizo; en un futuro que puede convertirse en bastidor amenazante y capaz de despertar la preocupación. Todo sería más sencillo si la conciencia fuera simplemente ser consciente. Pero ésta se desgaja, se erige con libertad ante un horizonte de posibilidades. La conciencia puede trascender la realidad actual y descubrir una nada vertiginosa, o bien un Dios en el que todo alcanza su plenitud.
Rüdiger Safranski en El mal o el drama de la libertad

- E.T.A. Hoffmann. Das Leben eines skeptischen Phantasten (1984)
- Schopenhauer und die wilden Jahre der Philosophie. Eine Biographie (Schopenhauer y los años salvajes de la filosofía) (1988)
- Wieviel Wahrheit braucht der Mensch? Über das Denkbare und das Lebbare (¿Cuánta verdad necesita el hombre? Sobre lo pensable y lo vivible) (1990)
- Ein Meister aus Deutschland. Heidegger und seine Zeit (Un maestro de Alemania. Martin Heidegger y su tiempo) (1994)
- Das Böse oder Das Drama der Freiheit (El mal o El drama de la libertad) (1997)
- Friedrich Nietzsche. Biographie seines Denkens (Nietzsche. Biografía de su pensamiento) (2000)
- Wieviel Globalisierung verträgt der Mensch? (¿Cuánta globalización podemos soportar?) (2003)
- Friedrich Schiller oder die Erfindung des Deutschen Idealismus (Friedrich Schiller o la invención del idealismo alemán) (2004)
- Schiller als Philosoph - Eine Anthologie (2005)
- Romantik. Eine deutsche Affäre (Romanticismo: una odisea del espíritu alemán) (2007)
- Goethe und Schiller. Geschichte einer Freundschaft (2009)
- Goethe. Kunstwerk Des Lebens (Goethe. La vida como obra de arte) (2013)
- Tiempo: La dimensión temporal y el arte de vivir (2017)
- Hölderlin o el fuego divino de la poesía (2021)